# Alitzheim
Alitzheim ist ein Gemeindeteil der Gemeinde Sulzheim im unterfränkischen im Landkreis Schweinfurt in Bayern.

## Geografische Lage
Das Kirchdorf Alitzheim liegt in der weiten Ebene, die sich zwischen Main und Steigerwald von Gerolzhofen bis nach Schweinfurt ausdehnt (Steigerwaldvorland). Seine rund 650 Hektar große Flur ist zu einem Zehntel mit Wald bedeckt. Wegen der Nähe größerer Seen, wie des Alten und des Hörnauer Sees, war Alitzheim bis in die 1960er Jahre das einzige Storchendorf des damaligen Landkreises Gerolzhofen.

## Geschichte
Alitzheim wurde erstmals im Jahre 1127 im Stiftungsbrief des Zisterzienserklosters Ebrach als „Alotzheim“ urkundlich erwähnt. Archäologische Funde beweisen jedoch, dass der Ort um das Jahr 600 in einer dem Hörnauer Wald abgewonnenen Mark als „Heim des Adalolf oder Adelolf“ entstanden ist. Später teilten sich das Hochstift Würzburg, das Kloster Fulda, die Grafen von Höchstadt und Graf Gebhard von Sulzbach die Herrschaft. Von letzterem hatte Iring von Pleichfeld/Püssensheim bis zu seinem frühzeitigen Tod (vor 5. Mai 1137) dessen Anteil zu Lehen, verkaufte dieses aber an das Kloster Ebrach. Sein gewaltsamen Tod verzögerte jedoch die vereinbarte Übergabe. Bis 1137 wandelten die Zisterzienser das Dorf zu einem ihrer Amtssitze um.
Im Jahr 1553 verwüsteten die Truppen des Markgrafen Albrecht Alcibiades von Brandenburg-Ansbach die Alitzheimer Gemarkung und drohten der Bevölkerung mit Brandschatzung. Alitzheim war im 17. Jahrhundert eines der Zentren des Hexenbrennens. Im Dreißigjährigen Krieg scheiterten die kaiserlichen Gallatschen Reiter an der starken Befestigung der Stadt Gerolzhofen und steckten Alitzheim und einige weitere Orte der Umgebung in Brand.
Erneut wurde der Ort im Zweiten Weltkrieg zerstört. Am 10. April 1945 versuchte eine SS-Junkerschule aus München den amerikanischen Vormarsch zu bremsen und begann auf die anrückenden Panzerverbände zu schießen. In der Folgezeit wurde das Dorf von den amerikanischen Soldaten beschossen. Später entwickelten sich Straßenkämpfe, bei denen mehrere Gebäude ein Raub der Flammen wurden. Der Ort wurde am 1. Januar 1972 nach Sulzheim eingemeindet.

## Baudenkmäler

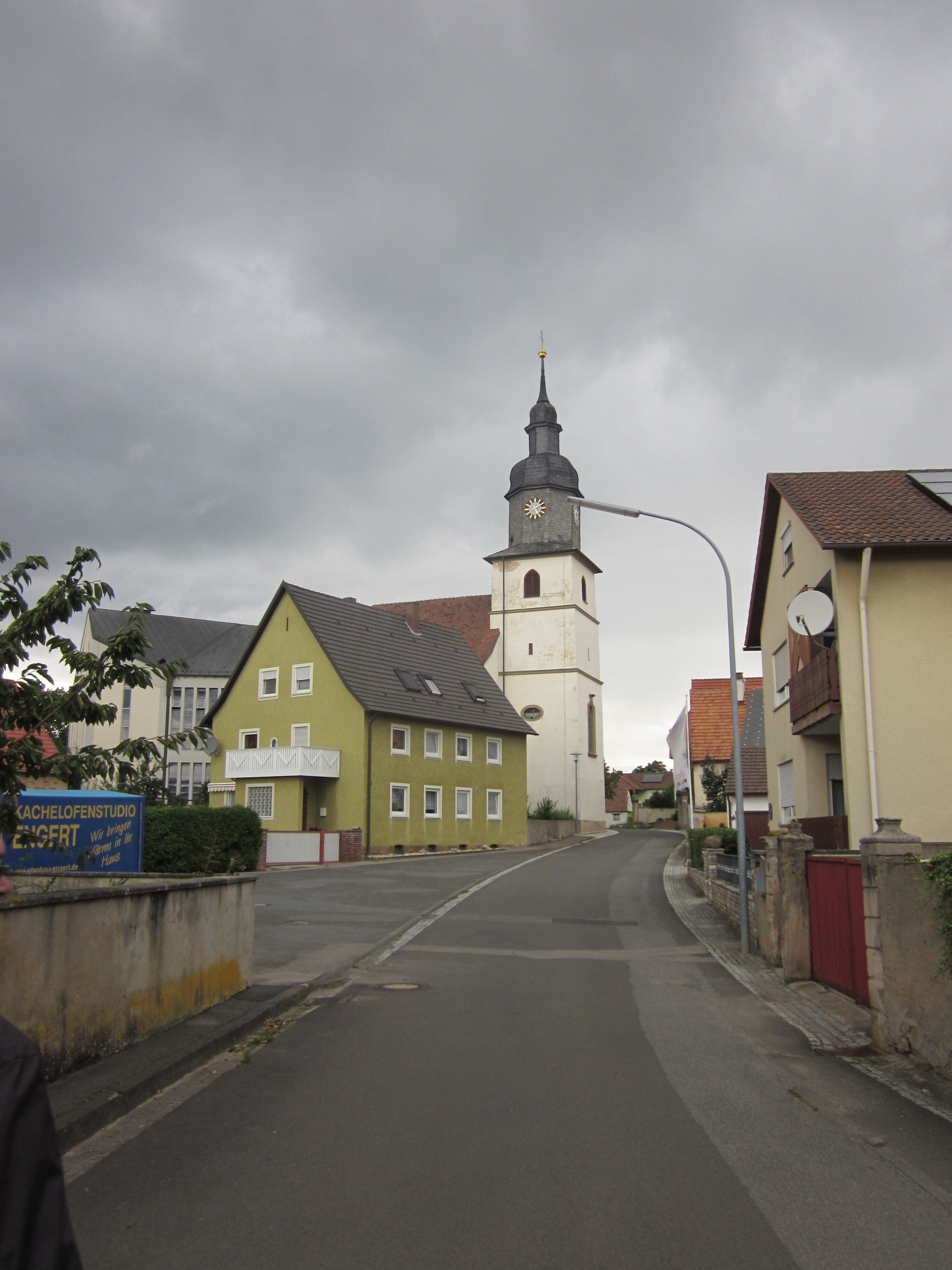
Die Alitzheimer St.-Martin-Kirche.

Wahrzeichen des Ortes mit seinen derzeit etwa 630 Einwohnern ist die im Jahre 1731 eingeweihte Barockkirche mit ihrem markanten Turm und ihrer künstlerisch wertvollen Ausstattung. Bei der von 1986 bis 1988 durchgeführten Renovierung stieß man bei Grabungen auf Fundamente bzw. Pfostengruben von vier Vorgängerkirchen, deren älteste auf das 9. Jahrhundert datiert wird. Danach wurde im 11. Jahrhundert eine chorlose Saalkirche errichtet.

## Wirtschaft und Infrastruktur

### Verkehr
Alitzheim wird von der Kreisstraße SW 40 durchquert. Sie mündet in die unmittelbar östlich des Orts verlaufende Staatsstraße 2272. Außerdem liegt der Ort an der Bundesstraße 286 und an der inzwischen stillgelegten Bahnstrecke Kitzingen–Schweinfurt.

### Vereine
- Die Sportstätte des DJK Alitzhein besteht seit 1999 und dient Veranstaltungen aller Art neben dem Sportheim auf dem Sportgelände an der Bahnhofstraße
- Theatergruppe
- Freiwillige Feuerwehr
- Musikverein 1968 Alitzheim e. V.
- Gesangverein Sängerlust 1910
- KLJB Alitzheim

## Söhne und Töchter der Gemeinde
- Georg Michael Klein (1776–1820), Philologe, Philosoph und Hochschullehrer